# Pan i pani Smith (film 1941)
Pan i pani Smith (ang. Mr. & Mrs. Smith) – amerykański film komediowy z 1941 roku, w reżyserii Alfreda Hitchcocka. Film jest jedyną komedią tego reżysera nakręconą w Stanach Zjednoczonych.

## Fabuła
Ann i David Smithowie, to para małżonków, którzy swój związek opierają na skomplikowanym zestawie reguł. Według jednej z nich muszą miesięcznie zadawać sobie jedno pytanie i szczerze na nie odpowiadać. Kiedy nadchodzi dzień pytań, Ann pyta męża, czy ożeniłby się z nią gdyby stanął jeszcze raz przed takim wyborem. David wyznaje wówczas, że tęskni za kawalerską niezależnością. Tego samego dnia państwo Smith odbierają telefon z urzędu stanu cywilnego. Urzędnik informuje ich, że wszystkie pary, które pobrały się między 1936 a 1939 rokiem nie są legalnie zaślubione. Ann i David mogą teraz używać życia i spotykać się z innymi ludźmi. Jednak wkrótce pojawia się zazdrość…

## Obsada
- Robert Montgomery – David Smith
- Carole Lombard – Ann Smith
- Esther Dale – pani Krausheimer
- Betty Compson – Gertie
- Emma Dunn – Martha
- Patricia Farr – Gloria
- Pamela Blake – Lily
- Philip Merivale – pan Ashley Custer
- Gene Raymond – Jeff Custer
- Lucile Watson – pani Custer
- Jack Carson – Chuck Benson
- Charles Halton – Pan Harry Deever

Opracowano na podstawie źródła.